# Danionella dracula
Danionella dracula, conosciuto comunemente come pesce dracula, è un piccolo pesce d'acqua dolce appartenente alla famiglia dei Cyprinidae.

## Distribuzione e habitat
Attualmente questa specie è stata ritrovata solamente in piccoli stagni e corsi d'acqua del Myanmar.

## Descrizione
Il nome della specie, dracula, deriva da due appendici ossee che fuoriescono dalla mascella dei maschi e che ricordano i canini del personaggio creato da Bram Stoker. 

D. dracula ha dimensioni minute: raggiunge soltanto i 17 mm.  